# 杰玛·里基
杰玛·里基（英語：Jemma Reekie，1998年3月6日—），英国女子田径运动员，2019年欧洲U23田径锦标赛女子800米和女子1500米金牌得主、2024年世界室内田径锦标赛女子800米银牌得主。